# Nomalonia sporanthera
Nomalonia sporanthera är en tvåvingeart som beskrevs av Hesse 1956. Nomalonia sporanthera ingår i släktet Nomalonia och familjen svävflugor. Inga underarter finns listade i Catalogue of Life.